# Melissa Joan Hart
Melissa Joan Catherine Hart (Smithtown, Nova York, Estats Units, 18 d'abril de 1976) és una actriu, directora, productora, cantant, escriptora i empresària estatunidenca, coneguda pels seus papers de "Clarissa Darling" a Clarissa Explains It All (1991-1994) i de "Sabrina Spellman" a Sabrina, the Teenage Witch (1996-2003). Des del 2010 interpreta "Mel Burke" a la sèrie Melissa & Joey.

## Carrera

### Primers anys
Començà la seva carrera molt aviat. El seu primer comercial de televisió fou per a una joguina anomenada Splashy. Des d'aleshores, realitzà més de 25 anuncis abans de fer cinc anys. La seva carrera televisiva començà el 1985 amb un paper menor a la minisèrie Kane & Abel. L'any següent tingué un paper estel·lar en un episodi de L'equalitzador i un paper principal amb l'actriu Katherine Helmond a la pel·lícula Christmas Snow.

### Clarissa Explains It All
El 1989 es presentà a l'audició per a una producció de Broadway, The Crucible, que protagonitzava l'actor Martin Sheen, però només quedà com a suplent de les tres joves protagonistes. Després protagonitzà la sèrie Clarissa Explains It All. Aquesta sèrie de Nickelodeon era una comèdia sobre situacions diàries per les quals passava una jove. Arribà a ser un gran èxit i estigué en antena durant quatre temporades. El programa li permeté obtenir quatre nominacions consecutives als Premis d'Artistes Joves, dels quals en guanyà tres.

### Sabrina, the Teenage Witch
Després de la cancel·lació de la sèrie, començà la seva educació a la Universitat de Nova York, tot i que no completà els seus estudis, perquè reprengué la seva carrera com a actriu el 1996 quan obtingué el paper principal per a la sèrie Sabrina, the Teenage Witch, on actuà juntament amb Caroline Rhea, Beth Broderick, Nate Richert i Nick Bakay. Aquesta sèrie durà set temporades. Durant el seu treball en la sèrie també aprofità per treballar a Touched by an Angel.
El 1998 Melissa actuà en una petita part de la pel·lícula No puc esperar, protagonitzada per Jennifer Love Hewitt. La pel·lícula tractava d'un grup d'adolescents que s'havien graduat a secundària en un suburbi de Los Angeles. Fou la protagonista de la pel·lícula Drive Me Crazy, que incloïa un gran èxit de Britney Spears.

### Altres projectes
El 2003, després del final de la sèrie de Sabrina, the Teenage Witch, Hart i la seva companyia productora, Hartbreak Films, produïren una minisèrie anomenada Tying the Knot, documentant el seu casament amb el músic Mark Wilkerson, un dels membres del grup Course of Nature. A partir del 2007 Hart ha protagonitzat diverses pel·lícules de televisió: Holiday in Handcuffs, My Fake Fiance i Satin. L'any 2009 protagonitzà Nine Dead i el 2010 la sèrie Melissa & Joey.

## Filmografia

### Cinema
| Any  | Pel·lícula                                                             | Paper                         | Notes                                        |
| ---- | ---------------------------------------------------------------------- | ----------------------------- | -------------------------------------------- |
| 2009 | Nine Dead                                                              | Kelly Murphy                  |                                              |
| 2009 | My Fake Fiance                                                         | Jennifer                      |                                              |
| 2008 | Satin                                                                  | Lauren Wells                  |                                              |
| 2008 | Whispers and Lies                                                      | Jill Roperson                 |                                              |
| 2006 | Jesus, Mary and Joey                                                   | Jackie                        |                                              |
| 2002 | Rent Control                                                           | Holly Washburn                |                                              |
| 2002 | Hold On                                                                | Ella mateixa                  | Curtmetratge                                 |
| 2001 | Backflash                                                              | C.J.                          | Directament per a DVD                        |
| 2001 | Recess: School's Out                                                   | Becky Detweiller              | Veu                                          |
| 2001 | No és una altra estúpida pel·lícula americana (Not Another Teen Movie) | Slow Clapper's Instructor     | No acreditada (cameo)                        |
| 2000 | Santa Mouse and the Ratdeer                                            | Molly                         | Veu                                          |
| 2000 | The Specials                                                           | Sunlight Grrrll               |                                              |
| 2000 | Batman Beyond: Return of the Joker                                     | Delia & Deidre Dennis/Dee-Dee | Veu                                          |
| 1999 | Drive Me Crazy                                                         | Nicole Maris                  |                                              |
| 1998 | Can't Hardly Wait                                                      | Vicki, noia de l'anuari       | No acreditada                                |
| 1996 | Sabrina the Teenage Witch                                              | Sabrina Sawyer                | Pel·lícula pilot per a la sèrie de televisió |
| 2009 | My fake fiancé                                                         | Jennifer                      |                                              |

### Televisió
| Any          | Títol                                | Paper                           | Notes                                                              |
| ------------ | ------------------------------------ | ------------------------------- | ------------------------------------------------------------------ |
| 2015         | The Mysteries of Laura               | K.C. Moss                       | estrella convidada 1 episodi, sèrie de TV                          |
| 2010−present | Melissa & Joey                       | Melissa "Mel" Burke             | Protagonista, sèrie de TV ABC Family                               |
| 2010         | Holiday in Handcuffs 2               | Trudie Chandler                 | Telefilm (ABC Family)                                              |
| 2009         | Dancing with the Stars               | Ella mateixa                    | Concursant                                                         |
| 2009         | My Fake Fiance                       | Jennifer                        | Telefilm (ABC Family)                                              |
| 2007         | Law & Order: Special Victims Unit    | Sarah Trent                     | Episodi: "Impulsive" (9.03)                                        |
| 2007         | Holiday in Handcuffs                 | Trudie Chandler                 | Telefilm (ABC Family)                                              |
| 2006         | Justice League Unlimited             | Delia & Deidre Dennis / Dee Dee | Veu                                                                |
| 2006         | Dirtbags                             | Kate                            | Telefilm (Twentieth Century-Fox Film Corporation)                  |
| 2005         | Robot Chicken                        | Emily the Spy                   | Veu. Episodi: "Operation Rich in Spirit" (1.17).                   |
| 2000         | Just Shoot Me!                       | Krissy                          | Episodi: "Fast Times at Finchmont High" (4.24)                     |
| 2000         | Batman Beyond: Return of the Joker   | Delia & Deidre Dennis / Dee Dee | Veu                                                                |
| 1999−2000    | Sabrina: The Animated Series         | Hilda Spellman/Zelda Spellman   | Veu                                                                |
| 1999         | Love, American Style                 | Annabelle                       | Telefilm, segment "Love In The Old South"                          |
| 1999         | Sabrina, Down Under                  | Sabrina Spellman                | Telefilm (ABC)                                                     |
| 1999         | That '70s Show                       | Mary                            | Episodi: "Eric gets Suspended" (2.09)                              |
| 1998         | Silencing Mary                       | Mary Stuartson                  | Telefilm (NBC)                                                     |
| 1998         | Sabrina Goes to Rome                 | Sabrina Spellman/Sophia         | Telefilm (ABC)                                                     |
| 1998         | Superman: The Animated Series        | Saturn Girl                     | Veu                                                                |
| 1997         | Boy Meets World                      | Sabrina Spellman                | Episodi: "The Witches of Pennbrook" (5.05)                         |
| 1997         | You Wish                             | Sabrina Spellman                | Episodi: "Genie Without a Cause" (1.07)                            |
| 1997         | Teen Angel                           | Sabrina Spellman                | Episodi: "One Dog Night" (1.07)                                    |
| 1997         | The Right Connections                | Melanie Cambridge               | Telefilm                                                           |
| 1997         | Two Came Back                        | Susan Clarkson                  | Telefilm (ABC)                                                     |
| 1996−2003    | Sabrina, the Teenage Witch           | Sabrina Spellman                | Paper principal                                                    |
| 1996         | Twisted Desire                       | Jennifer Stanton                | Telefilm (NBC)                                                     |
| 1995         | Clarissa                             | Clarissa Darling                | Paper principal, només un episodi produït.                         |
| 1995         | Touched by an Angel                  | Claire Latham                   | Episodi: "Angels on the Air" (2.05)                                |
| 1995         | Family Reunion: A Relative Nightmare | Samantha                        | Telefilm                                                           |
| 1993         | Are You Afraid of the Dark?          | Daphne                          | Artista convidada. Episodi: "The Tale of the Frozen Ghost"         |
| 1992         | Nick Arcade                          | Ella mateixa                    | Concursant                                                         |
| 1991−1994    | Clarissa Explains It All             | Clarissa Darling                | Paper principal                                                    |
| 1986         | L'equalitzador                       | Laura Moore                     | Acreditada com "Melissa Hart". Episodi: "Torn" (1.17).             |
| 1986         | Another World                        | Patinadora                      |                                                                    |
| 1986         | Christmas Snow                       | Amy                             | Telefilm (NBC)                                                     |
| 1985         | ABC Weekend Specials                 | Cindy                           | Episodi: "The Adventures of Con Sawyer and Hucklemary Finn" (9.01) |
| 1985         | Kane & Abel                          | Florentyna Rosnovski            | Acreditada com "Melissa Hart"                                      |